# Воины из Риаче

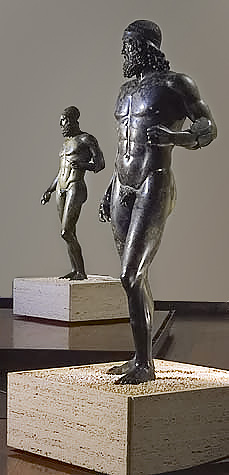
статуи воинов из Риаче

«Во́ины из Риа́че» — древнегреческие парные бронзовые статуи, изображающие нагих бородатых воинов. Датируются второй четвертью V века до н. э..
В 1972 году во время отпуска 39-летний Стефано Мариоттини, инженер из Рима, нырявший с дыхательной трубкой у берега Монастераче близ Риаче, заметил на глубине 8 метров торчащую из песка человеческую руку. Решив, что это труп, он вызвал полицию. 
Полицейские водолазы и археологи с помощью двух надувных баллонов осторожно подняли со дна Ионического моря две двухметровые статуи массой 250 килограмм. Позднее участок морского дна, откуда подняли статуи, был тщательно исследован: искали другие древности, которые могли оказаться на дне после кораблекрушения.
Фигуры долгое время находились на реставрации, а затем в 1981 году с помпой были представлены широкой публике - сначала в археологическом музее Флоренции, затем в президентском дворце Квиринале в Риме, а потом переданы в состав постоянной экспозиции в Национальный музей Великой Греции в Реджо-ди-Калабрия. Власти Калабрии позиционируют «Воинов» как культурное сокровище региона. 
Статуи из Риаче могут служить эталоном непринуждённости позы (контрапоста). Пропорции идеализированы и имеют мало общего с реальной анатомией человеческого тела. Глазные яблоки выполнены из стекла и кости, зубы — из серебра, соски и губы — из меди. Каждая фигура изначально держала в руках копьё и меч (не сохранились). На голове одной из фигур предположительно был лавровый венок, на другой — шлем.
Статуи нагих воинов принадлежат к лучшим сохранившимся образцам древнегреческой скульптуры классического периода. В научных публикациях их приписывали самым выдающимся мастерам того времени, включая Поликлета. Из-за скудости данных ни одна из гипотез об авторстве не доказуема. Выдвинуто также предположение, что одна фигура немного старше другой и что изображают они Тидея и Амфиарая.